# Слесарєв Володимир Тимофійович
Володимир Тимофійович Слесарєв (? — 8 жовтня 1943) — радянський діяч, уповноважений Народного комісаріату заготівель СРСР по Українській РСР. Член ЦК КП(б)У в травні 1940 — жовтні 1943 року.

## Біографія
Член ВКП(б) з 1927 року.
Працював у центральному апараті Народного комісаріату заготівель СРСР.
З серпня 1938 (оф. січня 1939) до 8 жовтня 1943 року — уповноважений Народного комісаріату заготівель СРСР по Українській РСР.
Загинув 8 жовтня 1943 року під час виконання службових обов'язків. Похований у місті Москві.

## Нагороди
- орден Трудового Червоного Прапора (7.02.1939)
- медалі